# 翔鶴型航空母艦
翔鶴型航空母艦（しょうかくがたこうくうぼかん）は、大日本帝国海軍の航空母艦の艦型。同型艦は翔鶴と瑞鶴。

## 特徴
基本構造および船体形状は前級の飛龍を拡大したものであるが、艦橋の位置が右舷前寄りに変更されている。当初は赤城や飛龍と同様、左舷側中央部に艦橋を設置する予定だったものを、赤城での運用実績で左方向に指向するレシプロ機では着艦に支障があることが判明したため、建造途中で右舷前寄りに変更するに至った。しかし、この変更で右舷に重心が寄ることとなったため、重心バランスへの悪影響を減らすため、艦橋がそれ以前の日本空母より飛行甲板に食い込む位置に配置されたことで、第一航空艦隊司令部の視察時に不評を買っている。艦橋の形状は、飛龍の艦橋に準じているが、前寄りに変更されたことにより操艦の視界も開けたため、1層減らされ、加賀、蒼龍と同じく3層4甲板となっている。
機関については、ロ号艦本式重油専焼水管罐8基と艦本式タービン4基を搭載している。ロ号艦本式重油専焼水管罐は前級の空母飛龍と同形式のボイラーであるが、高温高圧化により出力と燃費が向上している（飛龍のボイラーは蒸気圧22kg/cm2・温度300℃に対し、翔鶴型は蒸気圧30kg/cm2・温度350℃）。この結果、翔鶴型は日本海軍の艦艇で最大となる160,000馬力を発揮し、要求された34kt/hという高速を達成しただけではなく、不足気味だった蒼龍、飛龍より30％以上長い航続距離も達成している。また、バルバス・バウを採用した日本海軍の軍艦の中では最初に竣工した艦型である。
船体はL/B比9.6の細長い形状であり、造波抵抗が少なく高速性発揮に有利であった。一方で細長い船体は復原性や安定性では不利であり、荒天時などには動揺が大きくなり、しばしば航空機発着艦に支障を来すことになった。
航空装備
艦の大型化による格納庫の拡大と航空艤装の洗練により、搭載機数は蒼龍、飛龍より約30％多くなっている。これは、日本海軍の保有する全空母の中でも、戦艦を改装した加賀に次ぐものである。飛行甲板も蒼龍、飛龍より10％以上長い242.2ｍ、幅29ｍとなっている。しかし、船体が高速発揮のために細長くされたため、飛行甲板は艦首の幅が最大幅よりかなり小さい「瓶型」形状となっており、また、同様の理由により、飛行甲板は船体の長さより15m以上と著しく短いものとなった（赤城、蒼龍、飛龍の飛行甲板は船体より約10m短く、加賀の飛行甲板は船体より約1m長い）。この点についても第一航空艦隊司令部から不評を買った。建造時計画されていた発艦カタパルトは実用化されなかったため、設置されていない。
防御能力
防御力についても蒼龍、飛龍より強化され、弾火薬庫部分は800kg爆弾の水平爆撃および20cm砲弾の直撃に、機関部などの重要区画は250kg爆弾の爆撃および巡洋艦の砲撃に耐えるよう考慮されているが、基本的に翔鶴型の防御思想は従来どおり、艦上戦闘機と対空砲火で敵攻撃機を撃退しようというものであり、空母の最大の弱点である飛行甲板への装甲は、予算、工期工程、設計施工技術、搭載機数の確保の理由から、次の正規空母大鳳に譲られている。飛行甲板を貫通した爆弾が格納庫内で爆発した場合には、飛行甲板への被害を最小限にするため、爆風を舷側に逃すよう、格納庫の側壁は簡易なものとされたが、珊瑚海海戦で翔鶴が被弾した際には、そうはならず、飛行甲板が大破した。
延焼対策として、従来の液化炭酸ガス噴射式に加えて、粉沫式消火設備を装備している。また、艦内の前部・中部・後部の三箇所に注排水指揮所を設置していた。

## 歴史

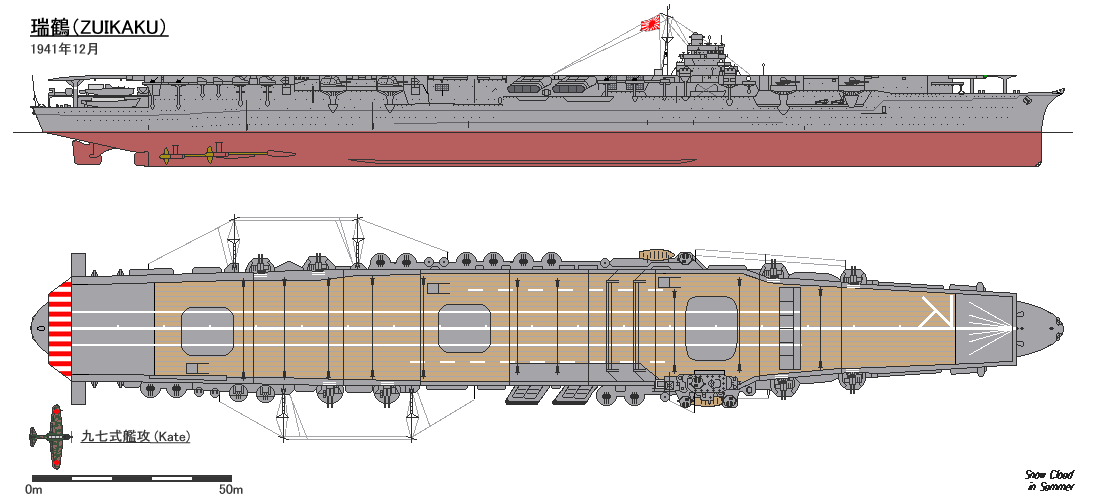
新造時の瑞鶴

翔鶴型は第三次海軍軍備充実計画（通称③計画）で建造された大型攻撃空母であり、②計画で建造された空母蒼龍・飛龍の拡大発展型である。当初は18,000t級空母として1940年末に2隻の完成を目指していたが、ロンドン海軍軍縮条約を破棄してから建造されたことから、排水量の制限を受けなかったため、航空機用弾薬を増やし、3万t級に大型化している。
翔鶴の名前は、天城型巡洋戦艦天城、赤城が空母に艦種変更された余波で建造中止となった空母翔鶴を復活させたものである。
翔鶴型2隻は共に太平洋戦争開戦直前に竣工・就役して第五航空戦隊を形成、第一航空艦隊に編入された。開戦直後の真珠湾攻撃を皮切りに、セイロン沖海戦などで活躍したが、珊瑚海海戦で搭載航空隊が消耗したため、ミッドウェー海戦には参加できなかった。その後、第五航空戦隊は第三艦隊第一航空戦隊として再編され、第二次ソロモン海戦、南太平洋海戦、ろ号作戦、マリアナ沖海戦、エンガノ岬沖海戦といった主要な海戦に日本海軍機動部隊の中核として参加した。
なお、上空からでは外見だけでの両者の判別が困難であるため、飛行甲板前端に対空識別記号として、それぞれ翔鶴には「シ」、瑞鶴には「ス」の文字を記入した（さらにその記入位置は若干ずらされている）。ただし、この対空識別記号は日本空母のすべての艦で確認できるものではなく、翔鶴に関しては、南太平洋海戦損傷修理後も引き続き対空識別記号を記入したのか、確認可能な写真は見当たらない。（「シ」は縁起が悪いとして、書かれなかった可能性もある）
対米開戦直前以降に竣工した軍艦に共通することであるが、戦中の軍事機密と終戦時の機密書類処分のため、正確な艦型や艤装など全容において不明な部分が多い。

## 同型艦
- 翔鶴 - 1937年（昭和12年）12月起工。1941年（昭和16年）8月竣工。1944年（昭和19年）6月、マリアナ沖海戦に参加。その際に米潜水艦カヴァラの雷撃で沈没。
- 瑞鶴 - 1938年（昭和13年）5月起工。1941年9月竣工。1944年10月、エンガノ岬沖海戦にて、米艦載機の空襲により沈没。

## 映像記録
「日本ニュース第232号「比島沖海戦」」において瑞鶴の映像が残されている。
やや不鮮明ながら、迷彩を施した「瑞鶴」最終時の姿が確認できるほか、対空戦闘シーンや発艦シーンもある。なお、発艦シーンは右舷側から撮影されているが、この海戦を撮影し帰還した山根重視（軽巡洋艦「大淀」に乗艦）、竹内広一（空母「瑞鳳」に乗艦、沈没後救助）両カメラマンの乗艦した艦船は、いずれも「瑞鶴」の左舷側に位置していたことから、右舷側から撮影した映像はおそらく演習時に撮影されたものではないかと考えられる。上記の『雷撃隊出動』とほぼ同時期に撮影された可能性が高い。
また、1944年に撮影された映画『雷撃隊出動』で実物の瑞鶴が撮影されている。
レイテ沖海戦の約1ヶ月前である1944年（昭和19年）9月23日に、瀬戸内海西部で訓練中の実物の「瑞鶴」艦上などで撮影が行われた。なお、本編中で九七艦攻が発艦する場面、飛行甲板上で待機している零戦や発艦する天山艦攻を艦橋上部から撮影した場面は、天山艦攻の発艦を飛行甲板の左舷寄りや機内から撮影した場面と異なり、船体や飛行甲板に迷彩が施されていない状態であることから、別の時期に撮影した映像を編集したものと考えられる。
日本海軍が撮影したフィルムが残っており、南太平洋海戦における「瑞鶴」が撮影されている。

## 登場作品

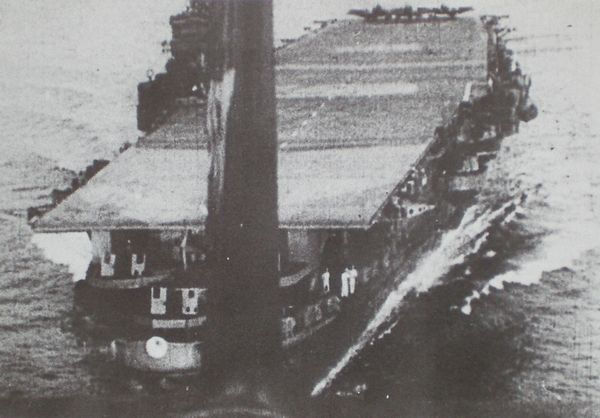
『雷撃隊出動』での瑞鶴

### 映画
『雷撃隊出動』
1944年（昭和19年）9月23日に、瀬戸内海西部で訓練中の実物の「瑞鶴」を使用して撮影された。
『連合艦隊』
「瑞鶴」の艦橋や飛行甲板、対空機銃などが神奈川県茅ヶ崎市の柳島海岸に実物大セットで再現されたほか、自走操船航行可能なミニチュア模型が特撮シーンの撮影に使用された。
『連合艦隊司令長官 山本五十六』
主人公の1人である木村少尉（後大尉）の乗艦として「瑞鶴」が登場するほか、ガダルカナルを巡る攻防戦の前フリで模型が登場する。

### 小説
『落日の残像 最後の母艦航空隊』
野村（海軍中尉）は第六五三航空隊一六六飛行隊所属。「瑞鶴」の沈没を体験した。『落日の残像』は野村の体験を元にした小説である。『雷撃隊出動』の撮影時、女優が来ないので搭乗員が落胆したり、佐官服を着ていた主演男優に士官や下士官兵が敬礼したというエピソードが記載されている。
『レイテ驀進1 逆襲の機動部隊』
マリアナ沖海戦に「大鳳」と共に「翔鶴」「瑞鶴」が第一航空戦隊の一員として参加しており、3隻で零戦48機、彗星54機、天山27機からなる攻撃隊を発艦させる。